# عدم المساواة بين الجنسين في أستراليا
يمكن تعريف عدم المساواة بين الجنسين على أنه معاملة الأفراد غير المتكافئة على أساس جنسهم. يمكن تهميش الأفراد وتمييزهم عن المجتمع، وتقييدهم من المشاركة في المجتمع بناءً على نوعهم الاجتماعي. يشير عدم المساواة بين الجنسين في أستراليا إلى أوجه التباين بين الأفراد تبعًا لنوعهم الاجتماعي. يعاني كل من النساء والرجال ومغايري النوع الاجتماعي والأشخاص غير الثنائيين في أستراليا، من جوانب عدم المساواة الجندرية. توضح الأقسام أدناه كيف ولماذا تعاني النساء وكذلك الرجال ومغايري النوع الاجتماعي وغير الثنائيين من عدم المساواة الجندرية في حياتهم اليومية في أستراليا.

## التشريعات
نفذت الحكومة الأسترالية تشريعاتٍ مختلفة مثل قانون التمييز على أساس الجنس لعام 1984، استجابةً للمخاوف. يغطي التشريع قضايا التمييز في التعليم، والشراكات، والحالة الاجتماعية، والتحرش الجنسي، والحمل المحتمل.
وكالة المساواة بين الجنسين في مكان العمل، وكالة قانونية تابعة للحكومة الأسترالية مكلفة بتعزيز المساواة بين الجنسين وتحسينها في أماكن العمل في أستراليا. تعتبر مسؤولةً عن إدارة قانون المساواة بين الجنسين في مكان العمل لعام 2012 (الذي حل محل قانون تكافؤ الفرص للمرأة في مكان العمل لعام 1999). عُرفت وكالة المساواة بين الجنسين في مكان العمل سابقًا باسم وكالة تكافؤ الفرص للمرأة في مكان العمل.

## قضايا المرأة الحالية
أكثر من نصف سكان أستراليا (50.7%) من النساء. تعاني العديد من النساء من عدم المساواة في جوانب عديدة من حياتهن بسبب نوعهنّ الاجتماعي. غالبًا ما يكون أمام النساء خيارات وفرص أقل مقارنةً بالرجال بسبب نوعهنّ الاجتماعي. تكون النساء نتيجة لذلك، غير متكافئات مع الرجال في حياتهن العملية والجوانب الاقتصادية والأدوار المجتمعية ومعدلات العنف في أستراليا.

### الحياة العملية والاقتصاد

#### الفجوة في الأجور بين الجنسين
الفجوة في الأجور بين الجنسين، عندما لا يحصل الرجال والنساء على أجر متساوٍ مقابل العمل المتساوي. أُدخل مبدأ «الأجر المتساوي مقابل العمل المتساوي» في عام 1969 في أستراليا. سُنّ قانون مكافحة التمييز على أساس الجنس في عام 1984. لا تقارن جميع الإحصاءات الحكومية في هذا المجال الأدوار المتشابهة، ولكنها تعد متوسطًا من مجموع أجور الذكور والإناث.
ظلت فجوة الأجور بين الجنسين بين عامي 1990 و2009 ضمن نطاق ضيق بين 15-17%. بلغت الفجوة في الأجور بين الجنسين في أستراليا 15.3% في نوفمبر عام 2017. أفيد أن الفجوة في الأجور بين الجنسين للدوام الكامل في أستراليا كانت 14.6% في عام 2018، وأن النساء يكسبن في المتوسط 244.80 دولارًا في الأسبوع وأقل من الرجال. أُفيد أن غرب أستراليا لديها أعلى فجوة في الأجور حسب الولاية والأقاليم (22.4%)، بينما أُفيد أن أدنى فجوة في الأجور كانت في ولاية تسمانيا (9.7%). كانت أعلى فجوة في الأجور بحسب القطاع في أستراليا هي الخدمات المالية وخدمات التأمين (26.6%)، وأدنى فجوة في الأجور بحسب القطاع كانت الإدارة العامة والسلامة (5.8%).
تشير الدراسات إلى أن الاختلافات غير المبررة في الأجور قد تكون بسبب التمييز المباشر، أو إلى اختلافات أخرى غير مقاسة بين الرجال والنساء، ولا تحتسب الحسابات التعليم أو الخبرة أو مجال العمل، فلا يمكن معرفة الكثير عن الأسباب.
وجدت الدراسات التي تدرس فجوة الأجور بين الجنسين عبر توزيع الأجور بأكمله، أن فجوة الأجور بين الجنسين أكبر بكثير بين أصحاب الأجور المرتفعة عنها بين أصحاب الأجور المنخفضة، حتى بعد السيطرة على مختلف العوامل الفردية وأماكن العمل. تشير هذه النتائج إلى أنه يمكن العثور على «سقف زجاجي» في سوق العمل الأسترالية.

#### التفرقة الوظيفية
التفرقة الوظيفية موجودة بالفعل في العديد من القطاعات في أستراليا. يُفرّق في الوظائف بشكل كبير تبعًا للنوع الاجتماعي، ما يؤدي لوجود مهن يهيمن عليها الذكور ومهن تهيمن عليها الإناث. أُفيد في عام 2016 أن لصناعات البناء والتعدين أعلى نسبة تمثيل من الرجال. يعتبر 88.3% من العاملين في صناعات التشييد و86.3% من العاملين في صناعات التعدين من الرجال، بينما أُفيد أن للنساء نسبة تمثيل أعلى في قطاعات الرعاية الصحية والمساعدة الاجتماعية والتعليم والتدريب. شكلت النساء 78.3% من العاملين في الرعاية الصحية والمساعدة الاجتماعية، و70.9% من قطاعات التعليم والتدريب في عام 2016.
شكلت النساء أقل من 40% من مجموع العمال في ثمانية قطاعات في عام 2016. تشمل هذه القطاعات إعلام المعلومات والاتصالات السلكية واللاسلكية (37.6%)، والزراعة والغابات والصيد (30.9%)، وتجارة الجملة (30.1%)، والتصنيع (27.3%)، وخدمات الكهرباء والغاز والمياه والنفايات (22.4%)، والنقل والبريد والتخزين (21.7%)، والتعدين (13.7%)، والبناء (11.7%).

#### التقاعد
تحصل النساء على معاشات تقاعدية أقل بكثير من الرجال في أستراليا. أفيد في 2015-2016 أن متوسط دفع التعويضات الأعلى لرجل أسترالي بلغ 270,710 دولارًا، في حين بلغ متوسط دفع التعويضات الأعلى للمرأة الأسترالية 157,050 دولارًا، ما يعني أن المعاش التقاعدي للرجل الأسترالي العادي زاد عن المعاش التقاعدي للمرأة الأسترالية العادية بما يقدر بـ 113,660 دولارًا. تعاني المرأة من صعوبات مالية في التقاعد نتيجة لحصول النساء على نفقات لمعاشات تقاعدية أقل من الرجال. من المحتمل أن تعاني النساء من الفقر عند التقاعد والاعتماد والاتكال على المعاش التقاعدي للشيخوخة، أكثر من الرجال. أفيد في عام 2018 أن 55% من النساء اللاتي تتراوح أعمارهن بين 65 عامًا أو أكثر يتلقين معاش الشيخوخة.

### الأدوار المجتمعية

#### المهن
تأخذ النساء عادةً أدوارهن كمقدماتٍ للرعاية في المجتمع. أفيد في عام 2018 أن 68% من مقدمي الرعاية الأولية من النساء، و70% من مقدمي الرعاية الأولية غير المدفوعة للأطفال من النساء، و58% من مقدمي الرعاية الأولية غير المدفوعة لكبار السن والأشخاص ذوي الإعاقة أو الأشخاص بظروف صحية طويلة الأجل من النساء. تنفق النساء نتيجة لذلك 64.4% من إجمالي يوم عملهن لأداء أعمال رعاية غير مدفوعة الأجر، مقارنةً بالرجال الذين يقضون 36.1% من إجمالي يوم عملهم في أداء أعمال رعاية غير مدفوعة الأجر، ما يعني أن النساء يقضين ضعف عدد الساعات تقريبًا في أداء أعمال رعاية غير مدفوعة الأجر يوميًا مقارنة بالرجال. تقضي النساء أيضًا ثلاثة أضعاف الوقت كل يوم لرعاية الأطفال مقارنةً بالرجال.

### العنف

#### التحرش الجنسي والتعنيف الجسدي/الجنسي
تعرضت العديد من النساء الأستراليات للتحرش الجنسي و/أو العنف الجنسي أو الجسدي في حياتهن. أُفيد في عام 2018 أن واحدة من كل امرأتين قد تعرضت للتحرش الجنسي، وواحدة من كل ثلاث نساء تعرضت للعنف الجسدي أو الجنسي. من المهم أيضًا ملاحظة أن نساء الشعوب الأصلية وسكان جزر مضيق توريس أكثر عرضة للتحرش الجنسي والعنف. أُفيد في عام 2018 أن معدل تعرض تلك النساء للعنف هو ضعف معدل تعرض النساء من غير الشعوب الأصلية لذلك.